# 愛唱才會贏
《愛唱才會贏》是由浙江衛視製作的遊戲節目，於2008年11月15日至2010年10月31日播出。首16集（第13集除外）之遊戲規則採用荷蘭遊戲節目製作公司Endemol製作的《一擲千金》。該節目由陳歡、天悅、左岩及黃子文主持，華少、朱丹及沈濤亦曾主持節目。該節目屬慈善性質。

## 節目形式
節目的佈景及開場音樂均與《一擲千金》美國版相似。

### 第1至5集（2008年11月15日至12月20日）
26位「夢想天使」各持一個手提箱，每個箱內有一首歌曲和一個金額（由0.01至10萬人民幣不等），當中金額最高的歌曲是參賽者選擇的「終極夢想曲」。參賽者先選擇一個手提箱，然後逐一開啟手提箱，過程中，「夢想經理人」會開出一個價錢，要求參賽者賣出自己的手提箱，並演唱「夢想經理人」選擇的歌曲。這時候，參賽者須決定「唱」：取得開出的價錢；或「不唱」：繼續進行遊戲。第3集（2008年11月29日）起，手提箱內只有金額，而「唱」及「不唱」則改成「換」及「不換」，並由沈濤擔任「夢想經理人」。
手提箱金額如下：
| 0.01 | 1,000   |
| 1    | 2,000   |
| 5    | 3,000   |
| 10   | 4,000   |
| 25   | 5,000   |
| 50   | 7,500   |
| 75   | 10,000  |
| 100  | 20,000  |
| 200  | 30,000  |
| 300  | 40,000  |
| 400  | 50,000  |
| 500  | 75,000  |
| 750  | 100,000 |

### 第6至12集（2009年1月3日至2月15日）
由第6集起，節目獲銀鷺贊助。「夢想天使」及手提箱數目均減至22個。
手提箱金額如下：
| 0.01 | 1,000   |
| 1    | 2,000   |
| 5    | 3,000   |
| 10   | 5,000   |
| 25   | 10,000  |
| 50   | 20,000  |
| 100  | 30,000  |
| 200  | 40,000  |
| 300  | 50,000  |
| 400  | 75,000  |
| 500  | 100,000 |

### 第13集（2009年2月22日）
該集為小瀋陽模仿秀，多人出場表演模仿小品演員小瀋陽，並沒有進行遊戲。

### 第14至16集（2009年3月1日至22日）
新增「機會」及「幸運」箱各兩個，使手提箱數目回復至26個。當這些箱被打開，參賽者須接受考驗，成功者則可獲得額外金額（「機會」箱為2,000，「幸運」箱為6,000），失敗則需要接受懲罰。參賽者最高可獲得110,000。
手提箱金額如下：
| 幸運 | 機會    |
| 機會 | 幸運    |
| 0.01 | 1,000   |
| 1    | 2,000   |
| 5    | 3,000   |
| 10   | 5,000   |
| 25   | 10,000  |
| 50   | 20,000  |
| 100  | 30,000  |
| 200  | 40,000  |
| 300  | 50,000  |
| 400  | 75,000  |
| 500  | 100,000 |

### 第17至19集（2009年3月29日至4月19日）
由第17集起，遊戲規則與《一擲千金》不相同。遊戲分3輪，參賽者要逐個選擇手提箱，並完成手提箱號碼對應的題目，每個題目都與音樂有關，共分為3類：記歌詞題、趣味題和口型題。若答對題目，參賽者可獲得箱內的「中國藍銀鷺夢想公益金」，否則，參賽者將不能獲得該金額。
第1輪有6個手提箱，號碼為1至6，金額由RM50至RM15,000人民幣不等，累計答對3個題目即可進入下一輪。
手提箱金額如下：
| 10    |
| 100   |
| 500   |
| 1,000 |
| 2,000 |
| 5,000 |

該輪最高可累計8,000「中國藍銀鷺夢想公益金」。
第2輪有8個手提箱，號碼為7至14，金額由1至1萬人民幣不等，累計答對4個題目即可進入下一輪。
手提箱金額如下：
| 1   | 1,000  |
| 10  | 2,000  |
| 100 | 5,000  |
| 500 | 10,000 |

該輪最高可累計18,000「中國藍銀鷺夢想公益金」。
第3輪有12個手提箱，號碼為1至12，金額由RM5至5萬人民幣不等，累計答錯3個題目或已打開全部手提箱，遊戲便立即結束。
手提箱金額如下：
| 0,01  | 2,000  |
| 1     | 3,000  |
| 10    | 5,000  |
| 100   | 10,000 |
| 500   | 20,000 |
| 1,000 | 50,000 |

該輪最高可累計91,611.01「中國藍銀鷺夢想公益金」，3輪合共可累計117,611.01。

### 第20至45集（2009年4月26日至10月18日）

#### 兩人參賽
第20集起（第21集除外，請見下文），每集有兩名參賽者。第1輪有8個手提箱，其中只有1個內有¥10,000金額，其他都是歌曲名稱。兩方輪流選擇手提箱，並完成手提箱號碼對應的題目。若參賽者答對，而且箱內有金額，該金額則歸於自己，否則，該金額則歸於對方。當有金額的箱被打開，該輪便立即結束。
第2輪有14個手提箱，金額由RM25至5萬人民幣不等，兩方同樣輪流選擇手提箱，並完成手提箱號碼對應的題目。若參賽者答對，箱內金額則歸於自己，否則，該金額則歸於對方。若獲得金額較低的一方已不可能超過對方，遊戲則立刻結束，並以獲得金額較高者為勝，而且只有該方才可獲得獎金。
手提箱金額如下：
| 0,01  | 3,000  |
| 1     | 4,000  |
| 10    | 5,000  |
| 100   | 10,000 |
| 500   | 20,000 |
| 1,000 | 40,000 |
| 2,000 | 50,000 |

#### 一人參賽
第1輪有6個手提箱，號碼為1至6，其中只有1個內有5,000金額，而第2輪有8個手提箱，號碼為7至14，只有1個箱內有10,000金額。參賽者在該兩輪須逐一選擇手提箱，並完成手提箱號碼對應的題目，而且必須在3次機會內選中該箱，否則需要接受懲罰。若參賽者答對，而且選中有金額的手提箱，則可獲得該金額。不論參賽者是否成功，均可進入下一輪。
第3輪與第17至19集之第3輪相同。3輪最高可累積¥106,611.01「中國藍銀鷺夢想公益金」。

### 第46集（2009年10月25日）
兩位參賽者首先分別進行第1輪遊戲，10位「夢想天使」逐一演唱，並由參賽者逐一答出她們所唱的歌名，每答對一個歌名，獎金會累加，詳見下表：
| 答對歌名數目 | 獎金（人民幣） |
| ------------ | -------------- |
| 1            | 100            |
| 2            | 200            |
| 3            | 400            |
| 4            | 500            |
| 5            | 1,000          |
| 6            | 3,000          |
| 7            | 4,000          |
| 8            | 5,000          |
| 9            | 10,000         |
| 10           | 20,000         |

第2輪與第20至45集（兩人參賽）之第2輪相同。

### 第47至62集（2009年11月1日至2010年2月14日）
第1輪共有4關及14個手提箱，主持人在每關會選出一些手提箱，並由雙方參賽者輪流選擇，及完成手提箱號碼對應的題目。若參賽者答對，可獲得箱內金額，否則，將不能獲得該金額。該輪獲得金額較高者可連同其獎金進入下一輪。該輪手提箱金額與第20至45集（兩人參賽）之第2輪相同。
第2輪共有10個手提箱，內有號碼1至10，而且已被隨機打亂。該輪最初的規則為主持人會先打開第一個手提箱，以顯示該箱的號碼，然後第1輪獲勝者須由第二個手提箱開始逐一猜出箱內的號碼比上一個開出的號碼大或是小。若連續猜對至第五個箱，獎金會增至10萬人民幣。之後每猜對一次，獎金會增加1萬人民幣，最高可增至15萬人民幣。
後來第1輪落敗者可先在10個手提箱中剔除兩個，使手提箱數目減至8個。之後規則不變，惟獎金最高只可增至13萬人民幣。
第51集（2009年11月29日）只有一組參賽者（台灣男子組合飛輪海），其第1輪獎金已超過10萬人民幣，所以該組若於第2輪連續猜對至第五個箱，獎金會增至15萬人民幣。獎金最高可增至18萬人民幣。該組最後獲得16萬人民幣。
其後，第2輪被取消。在整個遊戲，只有金額較高者才可獲得獎金。

## 外部連結
- 節目官方網站